# Дернов, Николай Андреевич
Никола́й Андре́евич Дерно́в (10 апреля 1891, Караванное, Вятская губерния — 20 июня 1938) — российский, советский математик; ректор Вятского педагогического института (1921—1926 годы) и Ростовского государственного университета (1934—1937 годы).

## Биография
Николай Андреевич Дернов родился 10 апреля 1891 года в селе Верхопижемском Котельнического уезда Вятской губернии в семье священника. Учился в Яранском духовном училище, потом — в Вятской духовной семинарии. В 1908 году поступил на математическое отделение физико-математического факультета Петербургского университета. В годы учёбы в университете был старостой, работал в студенческом Красном Кресте. 14 апреля 1912 года арестован за участие в студенческой демонстрации протеста против трагических Ленских расстрелов на приисках Ленского золотопромышленного товарищества. Выслан в г. Кузнецк Саратовской губернии. В январе 1913 года восстановлен в университете.
Выпускник физико-математического факультета Петроградского университета 1913 года и высших научно-педагогических курсов при Московской Академии народного образования 1914 г. С 1914 по 1915 гг. преподавал математику и физику в Петроградской частной гимназии и реальном училище Штемберга и I-й мужской гимназии города Бийска.
Участвовал в боевых действиях Первой мировой войны. 25 июня 1916 г. при наступлении русских войск на г. Калуш был ранен: осколком снаряда ему повредило левое плечо. От дальнейшей воинской службы был освобожден. За мужество, проявленное в бою, был представлен к Георгиевскому кресту 4-й степени (до революции награду получить не успел, а после — отказался от получения). В мае 1917 г. прибыл на лечение в город Вятку. В сентябре 1917 г. педсовет Вятского учительского института принимает его на должность преподавателя математического анализа, химии и физики. Здесь он проработал около 10 лет, также вел предмет трудовое воспитание.
В 1918 г. вступил в ВКП(б). С октярбря 1918 г. член правления и президиума Совета Вятского педагогического института, дважды становился председателем правления и президиума (с 1 по 20 апреля 1919 (как исполняющий обязанности) и с 19 октября 1919 по 9 сентября 1920 гг.).
В сентябре 1920 г. вызван для работы в Наркомпрос РСФСР, работал по направлению развития педагогической науки и организации научно-педагогических учреждений. В это время познакомился с Н.К. Крупской. По её заданию прорабатывал вопросы по освежению педагогических кадров (замене старорежимных учителей пролетарскими кадрами). Осенью 1921 г. в Наркомпрос поступило обращение членов правления ВятПИ с просьбой о возвращении Н. А. Дернова на работу в институт в качестве ректора.
С декабря 1921 по май 1926 год ректор Вятского педагогического института. Был инициатором обращения педколлектива вуза к В. И. Ленину с просьбой дать согласие на присвоение ВятГПИ имени лидера революции. В 1922 г. Дернову было присвоено ученое звание профессора. В вузе работал до ноября 1927 г.
В 1927 году переведён на работу в Воронежский университет, где был деканом педагогического факультета. С июля 1927 по июнь 1930 год был ректором и профессором Рабочего университета.
В марте 1934 года был назначен директором Ростовского университета, называвшимся то время Северо-Кавказским университетом. Работал на этой должности с 1934 по 1937 год. В 1936 году возглавлял в университете кафедру педагогики, читал лекции по дифференциальным уравнениям, истории математики, руководил дипломными работами студентов.
В 1937 году Н. А. Дернов был объявлен врагом народа и уволен с работы. Ему было предъявлено обвинение в участии в работе в антисоветской террористической организации и подготовке терактов в отношении руководителей партии. 22 июня 1937 года он был арестован, а 20 июня 1938 года расстрелян по приговору Военной коллегии. 17 сентября 1957 г. Дернов был посмертно реабилитирован, в 1988 году восстановлен в партии.
Его дядя — Дернов Павел Александрович, вместе с сыновьями, был расстрелян в 1918 году в Елабуге.

## Труды
- Работа Ростовского государственного университета в свете решений ЦИК СССР о высшей школе от 19 сентября 1932 г. // ХХ лет Ростовского-на-Дону государственного университета. Ученые записки. Юбилейный выпуск. — Ростов-н/Д, 1935. — С. 10-35.
- Ростовский государственный университет за 20 лет 1915—1935 // Там же. — С. 36-39 (совместно с В. Н. Вершковским).
- Задачи и структура РГУ им. В. М. Молотова // За науку и культуру. — 1936. — 5 июня.
- Задачи исследовательской работы в области истории науки и техники // Ученые записки Научно-исследовательского института математики и физики при Ростовском университете. — 1937. — Т. 1. — С. 53-57.

## Комментарии
1. ↑  Ныне — Караванное в Тужинском районе Кировской области[1].